# Gesetz zur Neugliederung des Landkreises Soest und von Teilen des Landkreises Beckum
Das Gesetz zur Neugliederung des Landkreises Soest und von Teilen des Landkreises Beckum (Soest/Beckum-Gesetz) wurde am 24. Juni 1969 verkündet und gliederte den Landkreis Soest sowie einige angrenzende Gebiete vor allem im Landkreis Beckum neu. Parallel dazu fand durch das Gesetz zur Eingliederung der Gemeinden des Amtes Ahlen in die Stadt Ahlen, Landkreis Beckum (Ahlen-Gesetz) eine weitere Gebietsänderung im Landkreis Beckum statt.
Vor der Gebietsreform bestand der Kreis Soest aus 104 Gemeinden, darunter die beiden amtsfreien Städte Soest und Werl sowie 102 Gemeinden in sechs Ämtern. Diese Kleinteiligkeit ging auf die Zersiedlung aufgrund der fruchtbaren Böden in der Soester Börde zurück.
Durch das Münster/Hamm-Gesetz wurde der alte Kreis Soest zum 1. Januar 1975 aufgelöst und mit dem Kreis Lippstadt zu einem neuen Kreis Soest vereinigt. Der Kreis Beckum dagegen ging im neuen Kreis Warendorf auf. Die mit diesem Gesetz neu gebildeten und vergrößerten Gemeinden im Kreis Soest blieben davon weitestgehend unberührt, im Kreis Beckum fanden noch einige Eingemeindungen statt.

## Kurzbeschreibung
I. Abschnitt: Landkreis Soest
§ 1 Gemeinde Möhnesee
Das Amt Körbecke mit den Gemeinden Berlingsen, Brüllingsen, Büecke, Delecke, Echtrop, Ellingsen, Günne, Hewingsen, Körbecke, Stockum, Theiningsen, Völlinghausen, Wamel, Westrich und Wippringsen wird in eine Einheitsgemeinde umgewandelt. Diese neue Gemeinde erhält den Namen Möhnesee und wird damit nach dem zentral gelegenen Stausee benannt.
§ 2 Gemeinde Ense
Das Amt Bremen wird aufgelöst. Die meisten Gemeinden des Amtes, namentlich Bilme, Bittingen, Bremen, Gerlingen, Höingen, Hünningen, Lüttringen, Niederense, Oberense, Parsit, Ruhne, Sieveringen, Volbringen und Waltringen schließen sich zur neuen Gemeinde Ense zusammen.
§ 3 Gemeinde Wickede (Ruhr)
Die Gemeinden Schlückingen, Wickede und Wiehagen werden mit der Gemeinde Echthausen des Amtes Hüsten (Landkreis Arnsberg) und der Gemeinde Wimbern des Amtes Menden (Sauerland) (Landkreis Iserlohn) zu einer neuen Gemeinde Wickede (Ruhr) zusammengeschlossen, welche Rechtsnachfolgerin des Amtes Werl ist. In diese Gemeinde werden Flurstücke der Gemeinden Büderich und Bentrop (Landkreis Unna) eingegliedert. Das übrige Gebiet Bentrops wird in die Stadt Fröndenberg eingegliedert und verbleibt damit im Landkreis Unna.
§ 4 Stadt Werl
Mit Budberg, Büderich, Holtum, Mawicke, Niederbergstraße, Oberbergstraße und Westönnen wird der größte Teil der verbliebenen Gemeinden des Amtes Werl in die Stadt Werl eingemeindet. Hinzu kommen die Gemeinde Blumenthal des Amtes Bremen, die Gemeinde Sönnern des Landkreises Unna sowie Flurstücke der Gemeinde Scheidingen.
§ 5 Gemeinde Welver
Zwei weitere Gemeinden des Amtes Werl, Illingen und Scheidingen, schließen sich hingegen mit den meisten Gemeinden des Amtes Borgeln-Schwefe zusammen, namentlich Balksen, Berwicke, Blumroth, Borgeln, Dinker, Dorfwelver, Ehningsen, Eilmsen, Einecke, Eineckerholsen, Flerke, Klotingen, Merklingsen, Nateln, Recklingsen, Schwefe, Stocklarn, Vellinghausen und Welver. In diese Gemeinde werden ferner Flurstücke von Hattrop und Meckingsen eingegliedert, hingegen erhält die Gemeinde Uentrop (Landkreis Unna) Fluren der Gemeinden Eilmsen und Vellinghausen. Die neue Gemeinde heißt Welver und ist Rechtsnachfolgerin des Amtes Borgeln-Schwefe.
§ 6 Stadt Soest
Die Kreisstadt Soest wird um die Gemeinden Ampen, Enkesen bei Paradiese, Epsingsen, Hattrop, Hattropholsen, Katrop, Meckingsen, Meiningsen, Ostönnen, Paradiese, Röllingsen und Thöningsen des Amtes Borgeln-Schwefe, die Gemeinden Bergede, Deiringsen, Hiddingsen, Lendringsen, Müllingsen und Ruploh des Amtes Lohne sowie um Flurstücke von Balksen, Brockhausen und Elfsen vergrößert.
§ 7 Gemeinde Bad Sassendorf
Aus den Gemeinden Beusingsen, Elfsen, Enkesen im Klei, Heppen, Herringsen, Lohne, Neuengeseke, Opmünden und Bad Sassendorf des Amtes Lohne, Ostinghausen und Bettinghausen des Amtes Oestinghausen sowie Weslarn des Amtes Borgeln-Schwefe wird eine neue Gemeinde Bad Sassendorf gebildet. Diese ist Rechtsnachfolgerin des Amtes Lohne.
§ 8 Gemeinde Lippetal
Die Gemeinden Heintrop-Büninghausen, Hovestadt, Hultrop, Krewinkel-Wiltrop, Niederbauer, Nordwald, Oestinghausen und Schoneberg des Amtes Oestinghausen werden mit Brockhausen (Amt Borgeln-Schwefe) sowie zwei Gemeinden des Landkreises Beckum, Herzfeld (Amt Liesborn-Wadersloh) und Lippborg (Amt Beckum), zu einer neuen Gemeinde zusammengeschlossen. Diese erhält den Namen Lippetal und ist Rechtsnachfolgerin des Amtes Oestinghausen.
§ 9 Zuordnung zum Landkreis Soest
Die neuen Gemeinden Wickede (Ruhr) und Lippetal werden dem Landkreis Soest zugeordnet.
II. Abschnitt: Landkreis Beckum
§ 10 Stadt Beckum
Die Stadt Beckum wird um die Gebiete der Gemeinden Vellern und Kirchspiel Beckum vergrößert, bis auf Teile des Kirchspiels, welche nach Neubeckum eingegliedert werden. Das Amt Beckum wird aufgelöst, die Stadt Beckum ist Rechtsnachfolgerin. 
§ 11 Stadt Oelde
Die Gemeinden Kirchspiel Oelde (Amt Oelde) und Sünninghausen (Amt Beckum) werden in die Stadt Oelde eingemeindet, das Amt Oelde bleibt aber vorerst bestehen.
Abweichend vom übrigen Gesetz wird dieser Paragraph erst zum 1. Januar 1970 wirksam. An diesem Tag tritt das Wiedenbrück/Bielefeld-Gesetz in Kraft, wodurch das Gebiet der Stadt Oelde nochmals vergrößert wird, nämlich um die Gemeinde Lette. Ferner gibt das Kirchspiel Oelde den Ort Möhler an die neue Gemeinde Herzebrock ab.
III. Abschnitt: Schlussvorschriften
§ 12 Bestätigung von Gebietsänderungsverträgen
Die Gebietsänderungsverträge zwischen den Gemeinden sowie die Bestimmungen des Soester Oberkreisdirektors, des Arnsberger Regierungspräsidenten und des Innenministers des Landes Nordrhein-Westfalen werden mit einer Reihe von Maßgaben bestätigt.
§ 13 Zuordnung zu den Amtsgerichten
Die neuen Gemeinden Möhnesee, Bad Sassendorf und Welver werden dem Amtsgericht Soest unterstellt, die Gemeinden Ense und Wickede (Ruhr) dem Amtsgericht Werl. Die Gemeinde Lippetal wird hingegen geteilt: Die Ortsteile Herzfeld und Lippborg gehören zum Bezirk des Amtsgerichts Beckum, das übrige Gemeindegebiet zum Bezirk des Amtsgerichts Soest. Diese Teilung, die in etwa der bisherigen Gerichtsgliederung entspricht, wird durch das Münster/Hamm-Gesetz aufgehoben, seitdem gehört die gesamte Gemeinde Lippetal zum Amtsgericht Soest.
§ 14 Neuwahlen
Die Stadträte von Beckum, Soest und Werl sowie des Soester Kreistag werden aufgelöst und müssen so neu gewählt werden.
§ 15 Übergangsbestimmungen für die Personalvertretungen
Die Personalvertretungen der aufgelösten Ämter Borgeln-Schwefe, Körbecke, Lohne und Werl bilden vorübergehend die Personalvertretungen der neuen Gemeinden Welver, Möhnesee, Bad Sassendorf und Wickede (Ruhr). In der Gemeinde Lippetal setzt sich die vorübergehende Personalversammlung aus Vertretern der Ämter Oestinghausen, Beckum und Liesborn-Wadersloh zusammen. Die Neuwahl der Personalvertretungen findet erst nach Aufnahme aller Bediensteter der aufgelösten Gebietskörperschaften statt.
§ 16 Inkrafttreten
Das Gesetz tritt am 1. Juli 1969 in Kraft.

## Ahlen-Gesetz
Gleichzeitig mit dem Soest/Beckum-Gesetz wurde auch das Gesetz über die Eingliederung der Gemeinden des Amtes Ahlen in die Stadt Ahlen, Landkreis Beckum, kurz Ahlen-Gesetz, wirksam. Durch das ebenfalls am 24. Juni 1969 verkündete und am 1. Juli 1969 in Kraft getretene Gesetz wurden die Gemeinden Altahlen, Dolberg und Neuahlen in die Stadt Ahlen eingemeindet und das Amt Ahlen damit aufgelöst. Ahlen überschritt damit die Marke von 50.000 Einwohnern. 1975 wurde die Stadt durch die Eingliederung von Vorhelm nochmals vergrößert.